# Sakai (Fukui)
Sakai (Japans: 坂井市, Sakai-shi) is een havenstad aan de Japanse Zee in de prefectuur Fukui in Japan. De oppervlakte van de stad is 209,91 km² en begin 2009 had de stad ruim 92.000 inwoners.

## Geschiedenis
Op 20 maart 2006 werd Sakai een stad (shi) door samenvoeging van de gemeentes Harue (春江町, Harue-chō), Maruoka (|丸岡町, Maruoka-chō), Mikuni (三国町, Mikuni-chō) en Sakai (坂井町, Sakai-chō) van het daarbij opgeheven district Sakai.

## Bezienswaardigheden

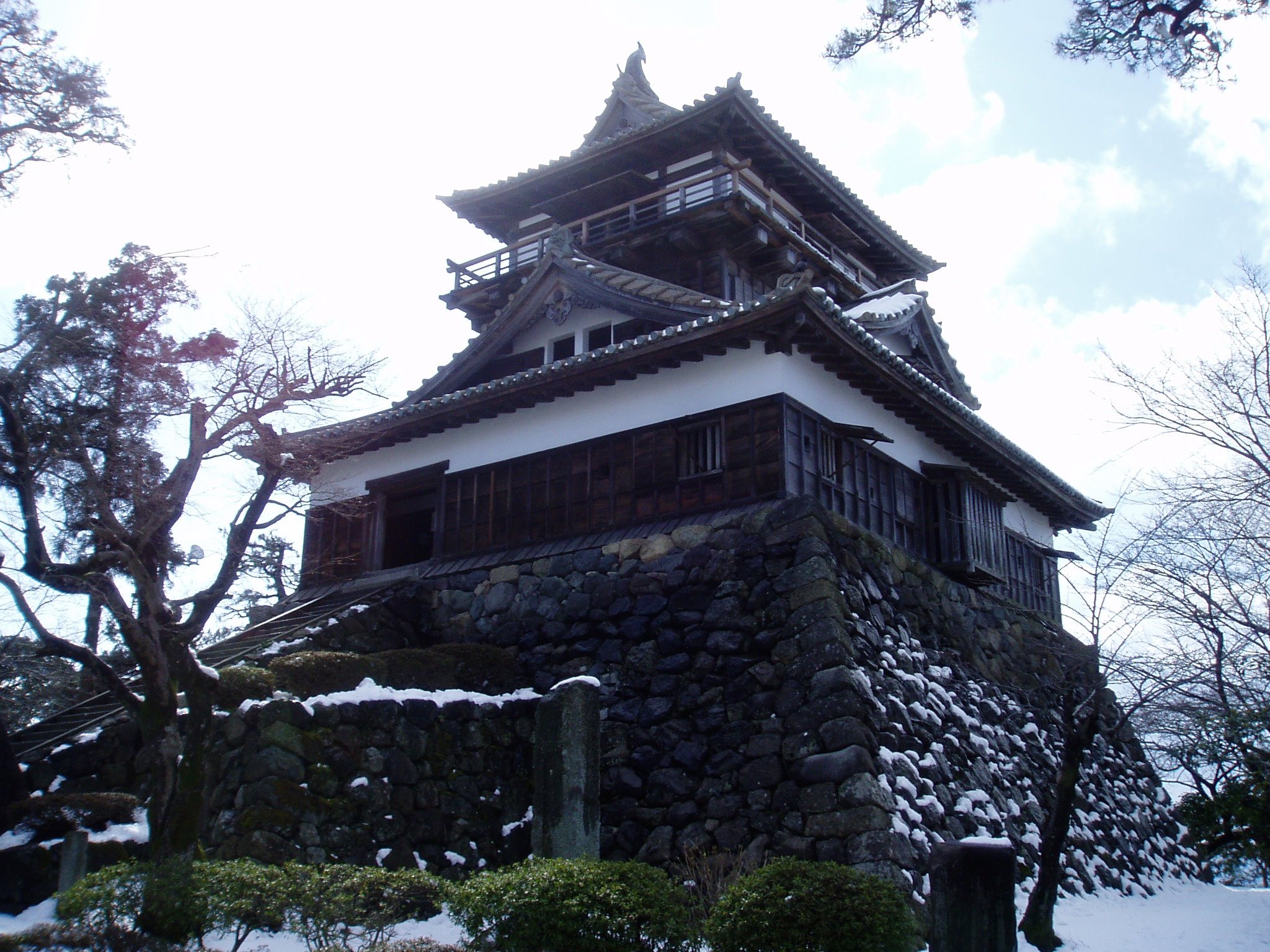
Kasteel Maruoka

- Kasteel Maruoka (丸岡城, Maruoka-jō) uit 1576 is het op een na oudste nog bestaande kasteel in Japan (na het kasteel Inuyama).
- Tojinbo (東尋坊, Tōjinbō), een zeer steile, 30m hoge kust van andesietgesteente van circa 1 km lang in het stadsdeel Mikuni.

## Verkeer
Sakai ligt aan de Hokuriku-hoofdlijn van de West Japan Railway Company en aan de Mikuni-Awara-lijn van de Echizen Spoorwegen.
Sakai ligt aan de Hokuriku-autosnelweg en aan de autowegen 8, 305, 364 en 365.

## Geboren in Sakai
- Chosei Komatsu (小松長生, Komatsu Chōsei), dirigent
- Ai Takahashi (高橋愛, Takahashi Ai), zangeres bij Morning Musume

## Aangrenzende steden
- Fukui
- Katsuyama
- Awara
- Kaga